# بهرینگر
بهرینگر (انگلیسی: Behringer) شرکت تجهیزات صوتی آلمانی است، که در سال ۱۹۸۹ تأسیس شد.